# Boháňka
Boháňka (deutsch Bohanka) ist eine Gemeinde in Tschechien. Sie liegt 20 Kilometer nordwestlich des Stadtzentrums von Hradec Králové und gehört zum Okres Jičín.

## Geographie
Boháňka befindet sich im östlichen Teil des Horschitzer Sandsteinrückens
auf dem Höhenzug Vřešťovský Chlum (423 m).
Nachbarorte sind Maňovice, Dolenec, Rohoznice und Bílé Poličany im Norden, Lhotka im Nordosten, Velký Vřešťov im Osten, Skála im Südosten, Votuz im Süden, Chloumek im Westen sowie Jahodná und Polšť im Nordwesten.

## Geschichte
Nach Ansicht des Historikers Václav Vladivoj Tomek soll sich im Jahre 1000 bei Boháňka das Schlachtfeld zwischen dem böhmischen Heer und den Polen unter Bolesław I. befunden haben.
Die ursprüngliche Lage des Dorfes Voháňka soll nördlich im Tal an der Stelle der Einöde Maňovice gewesen sein. Nach alten Überlieferungen soll das Dorf durch die Pest erloschen sein. Einige der Bewohner, die aus dem Dorf in die Wälder geflohen waren, kehrten nicht mehr in das alte Dorf zurück, sondern siedelten sich auf dem Höhenzug an, wo die Ansiedlung Boháňová Lhota bzw. Boháňová Hora entstand.
Die erste urkundliche Erwähnung von Boháňová Lhota und Maňovice erfolgte 1378 im Zusammenhang mit der Errichtung eines Altars für die Hl. Katharina in der Kirche von Velký Vřešťov. Boháňka war zur Herrschaft Velký Vřešťov zugehörig.
Nach der Aufhebung der Patrimonialherrschaften bildete Boháňka mit dem Ortsteil Skála ab 1850 eine Gemeinde im Bezirk Hradec Králové. 1961 erfolgte die Eingemeindung von Votuz und Chloumek, gleichzeitig kam die Gemeinde zum Okres Jičín.
Im Süden und Südosten von Boháňka, unweit von Skála und Votuz, befinden sich mehrere Sandsteinbrüche. Der helle Sandstein von Boháňka besitzt eine feste Konsistenz. Er wurde u. a. für den Weißen Turm (Bílá věž) in Hradec Králové und auf der Prager Burg verwendet.

## Gemeindegliederung
Die Gemeinde Boháňka besteht aus den Ortsteilen Boháňka (Bohanka), Chloumek (Chlomek), Skála (Skala) und Votuz (Wotus) sowie den Ansiedlungen Maňovice und Polšť.

## Sehenswürdigkeiten
- Sandsteinkreuz an der Wegkreuzung über dem Dorf